# Balassi-mise
A Balassi-mise a magyar alapítású nemzetközi irodalmi díjhoz, a Balassi Bálint-emlékkardhoz kapcsolódó istentisztelet: ekkor szentelik meg a Bálint napján átnyújtandó két szablyát.

## Története
A Balassi-mise az irodalmi díjhoz hasonlóan Molnár Pál újságíró kezdeményezésére indult 2008-ban, az első helyszíne a budapesti Kassai téri templom volt, ezt az istentiszteletet Pajor András plébános celebrálta. Ettől kezdve Kiss-Rigó László Szeged-csanádi megyés püspök a Balassi-mise celebránsa. A rákosszentmihályi Szent Mihály templom, az esztergomi Ferences templom, a Szegedi Dóm, a budapesti Egyetemi templom, majd 2013. január 25-én a bécsi Stephansdom volt a Balassi-mise színhelye; ebben az alkalomban nélkülözhetetlen munkát végzett Wurst Erzsébet, a bécsi Kaláka-Club elnöke. A Balassi-misén az istentisztelet végén megszentelik azt a két szablyát, amelyet Bálint napján Budán a kitüntetendő magyar költőnek és a külföldi műfordítónak átnyújtottak.
Mindegyik Balassi-misén a Misztrál együttes szolgált zenével, őket egy vagy két helyi kórus egészítette ki. 2013-ban Somorja városból a Felvidéki Magyar Pedagógusok Énekkara vett részt a misén, őket Tóth Árpád vezényelte. A 2015. január 26-i, Hódmezővásárhelyen megtartott misén a Misztrál mellett a Fandante Kamarakórus szerepelt.
A 2018-as dabasi misét a város szülötte, Bábel Balázs kalocsai érsek celebrálta.
2008. Budapest. Herminamezői Szentlélek-templom.
2009. Budapest, Rákosszentmihály. Szent Mihály templom.
2010. Esztergom. Ferences templom.
2011. Szeged. Dóm.
2012. Budapest. Egyetemi templom.
2013. Bécs. Stephansdom.
2014. Gyula. Nádi Boldogasszony templom.
2015. Hódmezővásárhely. Szentháromság templom.
2015. december: Kismarton  (Eisenstadt). Ferences templom.
2017. Bonyhád. Katolikus templom.
2018. Dabas. Magyarok Nagyasszonya Római Katolikus Templom.
2019. Szabadka. Szent Teréz Székesegyház.
2019 december. Visegrád. Keresztelő Szent János-templom.
2021 január. Szeged. Püspöki kápolna.
2022 február. Lendva. Alexandriai Szent Katalin-templom.
2022. december. Kékkő. Várkápolna.
2023. augusztus. Boldogasszony (Frauenkirchen, Burgenland).